# ماکسیم دراچنکو
ماکسیم دراچنکو (اوکراینی: Максим Олегович Драченко؛ زادهٔ ۲۸ ژانویهٔ ۱۹۹۰) بازیکن فوتبال اهل اوکراین است.
از باشگاه‌هایی که در آن بازی کرده‌است می‌توان به باشگاه فوتبال شاختار دونتسک اشاره کرد.